# Лён жёлтый
Лён жёлтый (лат. Línum flávum) — вид многолетних травянистых растений рода Лён семейства Льновые.

## Распространение и экология
Гемикриптофит, распространён в Европе в присубсредиземноморской, умеренной и субконтинентальной климатических областях и в Малой Азии (Турция).
В России встречается в европейской части (в частности, на Северном Кавказе) и в Дагестане. Самое западное распространение желтого льна в Чешском стредогоржи спасла команда Боржена, входящая в объединение Арника.
Растёт на светлых, сухих местах, известковых почвах: на лесостепных полях, по краям зарослей кустарников и в дубравах — в низинах, на равнинах и возвышенностях.

## Биологическое описание
Многолетнее голое растение высотой 20—50 см с деревянистым ветвистым корневищем, от которого отрастают многочисленные бесплодные побеги.
Стебель прямостоячий, гранённый, неветвистый, олиственный.
Нижние листья узкообратнояйцевидные или лопатовидные, верхние ланцетные, заострённые; сидячие, цельнокрайные, по краю хрупкие, у основания с двумя тёмно-коричневыми желёзками.
Цветки собраны в концевое вильчатое соцветие; чашелистики яйцевидные, заострённые, по краю железисто-реснитчатые; лепестки венчика обратнояйцевидные, длиной 12—20 мм, вдвое или втрое длиннее чашелистиков, ярко-жёлтые с тёмными жилками. Время цветения — июнь — июль. Плодоносит август — сентябрь. Семена гладкие до 10 штук в коробочке.
Плод — коричневая шаровидная коробочка.

## Значение и применение
Декоративное растение.